# Liriomyza pascuum
Liriomyza pascuum är en tvåvingeart som först beskrevs av Johann Wilhelm Meigen 1838.  Liriomyza pascuum ingår i släktet Liriomyza och familjen minerarflugor.
Artens utbredningsområde är Tyskland. Inga underarter finns listade i Catalogue of Life.